# 탄네르 내각
탄네르 내각(핀란드어: Tannerin hallitus 탄네린 할리투스[*])은 핀란드 공화국의 열두 번째 내각이다.
1926년 12월 13일부터 1927년 12월 17일까지 지속되었다. 사회민주당 최초의 내각이며, 소수여당내각이었다. 탄네르 내각의 사회장관보 미나 실란패는 핀란드 최초의 여성 각료이다.
| 직책                                                     | 성명               | 재임기간                          | 정당 | 정당       |
| -------------------------------------------------------- | ------------------ | --------------------------------- | ---- | ---------- |
| 총리 Pääministeri                                        | 배이뇌 탄네르      | 1926년 12월 13일–1927년 12월 17일 |      | 사회민주당 |
| 외무장관 Ulkoasiainministeri                             | 배이뇌 보이온마    | 1926년 12월 13일–1927년 12월 17일 |      | 사회민주당 |
| 법무장관 Oikeusministeri                                 | 배이뇌 하킬라      | 1926년 12월 13일–1927년 12월 17일 |      | 사회민주당 |
| 방위장관 Puolustusministeri                              | 카를로 헤이노넨    | 1926년 12월 13일–1927년 12월 17일 |      | 사회민주당 |
| 내무장관 Sisäasiainministeri                             | 리에티 이트코넨    | 1926년 12월 13일–1927년 4월 29일  |      | 사회민주당 |
| 내무장관 Sisäasiainministeri                             | 올라비 헤이키 푸로 | 1927년 4월 29일–1927년 12월 17일  |      | 사회민주당 |
| 재무장관 Valtiovarainministeri                           | 한네스 뤼외매      | 1926년 12월 13일–1927년 12월 17일 |      | 사회민주당 |
| 교육장관 Opetusministeri                                 | 율리우스 아일리오  | 1926년 12월 13일–1927년 12월 17일 |      | 사회민주당 |
| 농무장관 Maatalousministeri                              | 마우노 페칼라      | 1926년 12월 13일–1927년 12월 17일 |      | 사회민주당 |
| 운수공공장관 Kulkulaitosten ja yleisten töiden ministeri | 배이뇌 부올리요키  | 1926년 12월 13일–1927년 11월 15일 |      | 사회민주당 |
| 운수공공장관 Kulkulaitosten ja yleisten töiden ministeri | 요한 헬로          | 1927년 11월 15일–1927년 12월 17일 |      | 사회민주당 |
| 상공장관 Kauppa- ja teollisuusministeri                  | 배이뇌 후플리      | 1926년 12월 13일–1927년 12월 17일 |      | 사회민주당 |
| 사회장관 Sosiaaliministeri                               | 요한 헬로          | 1926년 12월 13일–1927년 11월 15일 |      | 사회민주당 |
| 사회장관 Sosiaaliministeri                               | 마티 파시부오리    | 1927년 11월 15일–1927년 12월 17일 |      | 사회민주당 |
| 사회장관보 Apulaissosiaaliministeri                      | 미나 실란패        | 1926년 12월 13일–1927년 12월 17일 |      | 사회민주당 |
| 무임소장관 Salkuton ministeri                            | 마티 파시부오리    | 1926년 12월 13일–1927년 11월 15일 |      | 사회민주당 |

| 전임 제2차 칼리오 내각 | 제12대 핀란드 공화국의 내각 1926년 12월 13일–1927년 12월 17일 | 후임 제1차 수닐라 |